# Grundwassersee
Grundwassersee ist ein selten verwendeter Typ in der Typologie von Seen. Der Name wurde eingeführt durch den Gewässerökologen und Naturschützer Rüdiger Mauersberger für Seen Nordostdeutschlands.
Tümpelquellen (in der limnologischen Fachsprache Limnokrenen), die durch Einstau eines Quellaustritts in einer Geländemulde entstehen, sind wie Quellen generell zwar vom Grundwasser geprägt. Wegen ihrer geringen Größe werden sie aber meist nicht zu den Seen gerechnet.
Der Zufluss aus dem Grundwasser in den See wird manchmal Exfiltration, der umgekehrte Weg Infiltration genannt. Diese Begriffe sind aber nicht universell in Gebrauch.

## Grundlagen
Das Wasserbudget eines Sees ergibt sich aus der Wasserhaushaltsgleichung. Demnach gewinnt der See Wasser durch Niederschlag und Zufluss, er verliert Wasser durch Verdunstung und Abfluss. Zufluss in Seen kann oberirdisch, durch Direktabfluss aus dem Einzugsgebiet oder in den See einmündende Fließgewässer erfolgen, oder der Zufluss erfolgt unterirdisch, durch intermittierenden, oberflächennahen Abfluss in der ungesättigten Zone, oder aus dem Grundwasser. Ebenso ist der Wasserverlust durch oberirdischen Überlauf in ein Fließgewässer oder durch Versickerung möglich. Versickerung in die ungesättigte Zone kann letztlich wieder das Grundwasser speisen. Um die Bilanz eines Sees quantifizieren zu können, ist ein hydrogeologisches Modell, einschließlich eines Grundwassermodells erforderlich, da sich die unterirdischen Zu- oder Abflüsse meist nur schwer erkennen lassen. Um den Austausch eine konkreten Sees mit dem Grundwasser bilanzieren zu können, sind verschiedene, direkte und indirekte Methoden etabliert.
Bei der Bilanzierung konkreter Seen ergeben sich dabei, je nach Einzelgewässer, sehr unterschiedliche Anteile. So wurde für den Bodensee ein Zustrom aus dem Grundwasser in der Größenordnung von 3,5 Kubikmeter pro Sekunde ermittelt, das sind weniger als ein Prozent des Gesamtzustroms. Bei anderen Seen wurden substantielle Einflüsse sowohl des unterirdischen Zu- wie auch des Abflusses ermittelt. Dabei kann sowohl der Zufluss wie auch der Abfluss im Jahresverlauf gleichermaßen sehr hoch sein, so dass sich in der Nettobilanz nur eine kleine Differenz ergibt. Eine Literaturübersicht zahlreicher Untersuchungen (n=65, mit Schwerpunkt in Nordamerika) ergab Exfiltrationsraten (Zufluss aus dem Grundwasser in den See) zwischen 0,01 und 94,4 Prozent des Gesamtzustroms, der Medianwert lag bei 25 Prozent. Es gibt also Seen, deren Wasserführung entscheidend vom Grundwasserzustrom abhängt. Durch Grundwassereinflüsse geprägte Seen sind typischerweise eher kleine Seen. Der Wasserverlust durch Versickerung erfolgt weit überwiegend in der ufernahen Zone des Gewässergrunds.

## Typisierung
Die Typisierung nach der Hydrologie ist eine der zahlreichen Möglichkeiten, Seen nach ihren Eigenschaften in verschiedene Typen einzuteilen. Mauersberger unterschied dabei anhand der Seen des nordostdeutschen Tieflands verschiedene Typen, etwa den Fließsee (von anderen Autoren Durchflusssee genannt) mit oberirdisch einmündendem und abfließendem Fließgewässer, den Endsee mit einmündendem, aber keinem abfließenden Fließgewässer, den Quellsee, umgeben von Quellmooren, Kesselseen und Himmelseen mit fehlendem oder vernachlässigbarem Zu- und Abfluss.
Der Grundwassersee ist einer der unterschiedenen Typen. Charakterisiert ist er durch fehlenden oberirdischen Zu- und Abfluss (solche Seen werden manchmal Blindsee genannt, dieser Begriff ist aber nicht weit verbreitet). Das Wasser stammt aus zuströmendem Grundwasser. Grundwasserseen Nordostdeutschlands liegen in Sander- und Grundmoränen-Landschaften, mit relativ durchlässigem, porenreichem Untergrund. Grundwasserseen sind eher klein, meist kleiner 100 Hektar, aber größer als Himmelseen und Kesselseen als reinen, niederschlagsabhängigen Staugewässern. Beispiele für Grundwasserseen seien etwa Großer und Kleiner Kastavensee in der Uckermark, Großer und Kleiner Glasowsee in der Schorfheide. Andere Autoren führen den Großen Stechlinsee an.

## Baggersee
Künstliche Seen, welche durch Ausbaggern von Erdreich entstehen, werden als Baggersee oder Baggerweiher bezeichnet. Da sie oft in das Grundwasser einschneiden und keine oberirdischen Zu- oder Abflüsse besitzen, ihre Wasserführung also durch das Grundwasser geprägt ist, kann man sie zu den Grundwasserseen rechnen. Meist sind sie durch Sandabbau oder Kiesabbau im Bereich von Flussniederungen mit oberflächennahem Grundwasser entstanden. In einzelnen Fällen wurden durch den Kiesabbau tiefer liegende unterirdische Grundwasserströme freigelegt, etwa das durch der Grundwasserstrom in der Tiefen-Aitrach-Rinne entstandene Naturschutzgebiet Kiesgrube Aitrach.
Auch andere Abbaue und Tagebaue sind durch das darin angeschnittene Grundwasser geprägt, ggf. sobald eine Wasserhaltung, die den Abbau trocken hält, abgestellt wird. Dazu gehören etwa Steinbruchseen, die durch im klüftigen Gestein zuströmendes Grundwasser geprägt werden.